# Sveitarfélagið Vogar
Sveitarfélagið Vogar es un municipio situado al occidente de Islandia. Se encuentra en la zona norte de la región de Suðurnes y en el condado de Gullbringusýsla. 

## Población y territorio
Sveitarfélagið Vogar se encuentra al nororiente de la península de Reykjanes. 
Tiene un área de 165 kilómetros cuadrados. Su población es de 1.161 habitantes, según el censo de 2011, para una densidad de 7,03 habitantes por kilómetro cuadrado. 